# ティノス島
ティノス島（ティノスとう、ギリシア語: Τήνος / Tinos）は、エーゲ海のキクラデス諸島北部に位置するギリシア領の島。
生神女マリヤ（聖母マリア）を記憶するギリシャ正教会のパナギア・エヴァンゲリストリア聖堂 (Our Lady of Tinos) があり、8月15日の生神女就寝祭には多くの巡礼者が訪れる。

## 名称
ギリシャ語の「蛇」（ophis）に由来するオフィウサ島（Ophiussa）や、ギリシャ語の「水」（hydor）に由来するヒュドロエサ島（Hydroessa）の名でも呼ばれる。
オスマン帝国統治下では İstendil と呼ばれた。

## 地理

### 位置・広がり
キクラデス諸島の地理的な中央付近のやや北に位置する。北にアンドロス島、南東にミコノス島、南西にシロス島が位置する。

### 地勢
ティノス島の景観は多様である。

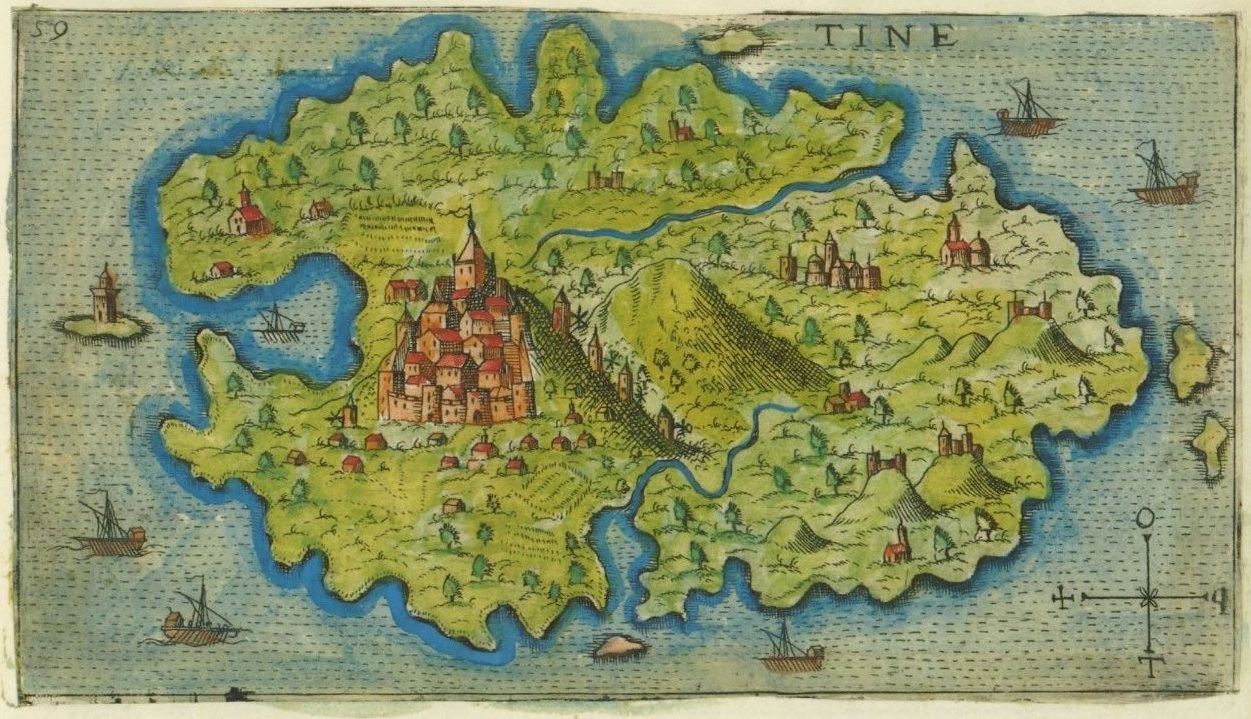
ジャコモ・フランコによる島の地図（1597年）

ティノス島には多くのビーチがある。北海岸にあるパノルモスやコリンビトラから、南海岸にあるキオニア、アイオス・イアンニス・オ・ポルトス、アイオス・ソスティスなどである。
島の最高峰はリヴァダの村の背後にあるツィクニアス山（750m）である。エクソンヴルゴ山はなだらかなキクラデスの山々の姿とは異なる特徴のある山で、ギザギザとした山容を持つ。ツィクニアスとエクソンヴルゴの間のファラタドスには肥沃な平地が広がっている。標高300mほどの地点にある比較的平坦なこの土地は島では珍しい地形である。
ヴォラクス周辺は、ビルほどの高さの巨大な玉石が生み出す奇観で知られる。ピルゴス周辺の山岳地帯は、美しい緑の大理石がみられる。
- ティノスの街
- エクソンヴルゴ
- コリンビトラのビーチ

## 歴史
1207年から1715年にかけて、ティノス島はヴェネツィア共和国の統治下にあった。1715年から1821年にかけてはオスマン帝国がこの島を治め、ギリシャ独立戦争後にギリシャの領域に入った。
1940年8月15日には、ギリシャ海軍の巡洋艦エリが、ティノス港においてイタリア海軍の潜水艦によって撃沈された。

## 社会
島の鉱物資源は、大理石、緑色蛇紋岩 (Verd antique) 、石綿、花崗岩で、ヴィラクス付近で採掘される。ティノス島は多くの石材に恵まれていることから、住民たちはさまざまなものを石で作り上げた。丘陵には石垣が雛段状にめぐらされ、どの集落も石の擁壁で守られた石畳の道で結ばれている。
ティノス島には正教会とカトリック教会の信徒が共存しており、島はまた多くの彫刻家や画家を輩出したことでも知られる。

## 行政区画

### ティノス県
ティノス県（Περιφερειακή Ενότητα Τήνου）は、カリクラティス改革（2011年1月施行）にともない、広域自治体（ノモス）であった旧キクラデス県の県域を分割して設置された行政区（ペリフェリアキ・エノティタ）である。ティノス県はティノス市1市のみから成る。

### 自治体（ディモス）
ティノス市（Δήμος Τήνου）は、南エーゲ地方ティノス県に属する基礎自治体（ディモス）である。ティノス島全体をその市域とする。
現在のティノス市は、カリクラティス改革（2011年1月施行）にともない、旧ティノス市とエクソンヴルゴ市、パノルモス村の3自治体が合併して発足した。旧自治体は、新自治体を構成する行政区（ディモティキ・エノティタ）となっている。
下表の番号は、下に掲げた「旧自治体」地図の番号に相当する。下表の「旧自治体名」欄は、無印がディモス（市）、※印がキノティタ（村）の名を示す。面積の単位はkm2、人口は2001年国勢調査時点。
|    | 旧自治体                | 綴り       | 政庁所在地 | 面積  | 人口  |
| -- | ----------------------- | ---------- | ---------- | ----- | ----- |
| 6  | エクソンヴルゴ          | Εξώμβουργο | クシナラ   | 138.2 | 2,692 |
| 19 | ティノス (Tinos (town)) | Τήνος      | ティノス   | ＊    | 5,203 |
| 28 | パノルモス ※            | Πάνορμος   | パノルモス | 33.4  | 679   |

- キクラデス県の旧自治体（2010年まで）
- 旧ティノス市（1999年 - 2010年）
- ティノス市（2011年から）

## 交通

### 港湾
ティノスには3つの港がある。1つは旅客向け高速ボート用の港であり、2つは旅客・車を運ぶフェリー・高速船用である。
島からはミコノス島（35分）、ピレウス、ラフィナ、アンドロス島、シロス島に船が出ている。

### 空港
ティノスの街から約2km、アイオス・フォカスの海岸近くにヘリポートがある。
島には空港建設計画があり、ファルタドスの平野がその有力な候補地となったが、メルテミ（エテジアン）と呼ばれる強い局地風の問題や、地元のファルタドスやステニの住民が懸念を示したことから、空港建設計画は頓挫している。

### 道路
ティノスの街と島内の他の集落との間はバス路線が結んでいる。

## 文化・観光・施設
ティノス島には、ギリシャではギリシャ正教会のパナギア・エヴァンゲリストリア聖堂 (Our Lady of Tinos) があることで知られる。この聖堂はパナギア（至聖女）という称号を持つ生神女マリヤ（聖母マリア）を記憶するものである。この聖堂はマリヤのイコンがこの地で見つかったことから建てられたとされ、このイコンは奇跡を起こすという評判で名高く、毎年8月15日の生神女就寝祭には多くの巡礼者が訪れる。東部地中海地域ではおそらく最も有名で、いまなお活発に行われている巡礼である。巡礼者たちは、船着場から聖堂までの800mの道筋を、献身の象徴としてひざと手で進む。このイコンは装飾具で覆われ、絵自体は見えないが、島内のケフロブニ修道院に絵のレプリカがある。
またティノス島には、80以上の風車、1000ほどのベネチア風の装飾が施された美しいハト小屋、50の村や、エクソブルゴ山に築かれたヴェネツィア時代の城塞がある。

## 人物

### 主要な出身者
- キョセム・スルタン - (1589頃-1651) オスマン帝国のアフメト1世の妃。子に代わり執政した。
- ニコラオス・ギジス - (1842-1901) 画家
- ニキフォロス・リトラス - (1932-1904) 画家